# Knocknarea

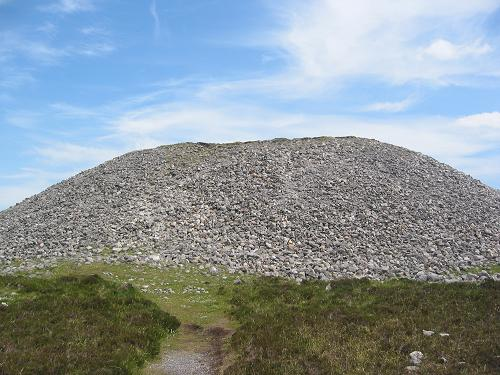
De grafheuvel op de top van Knocknarea

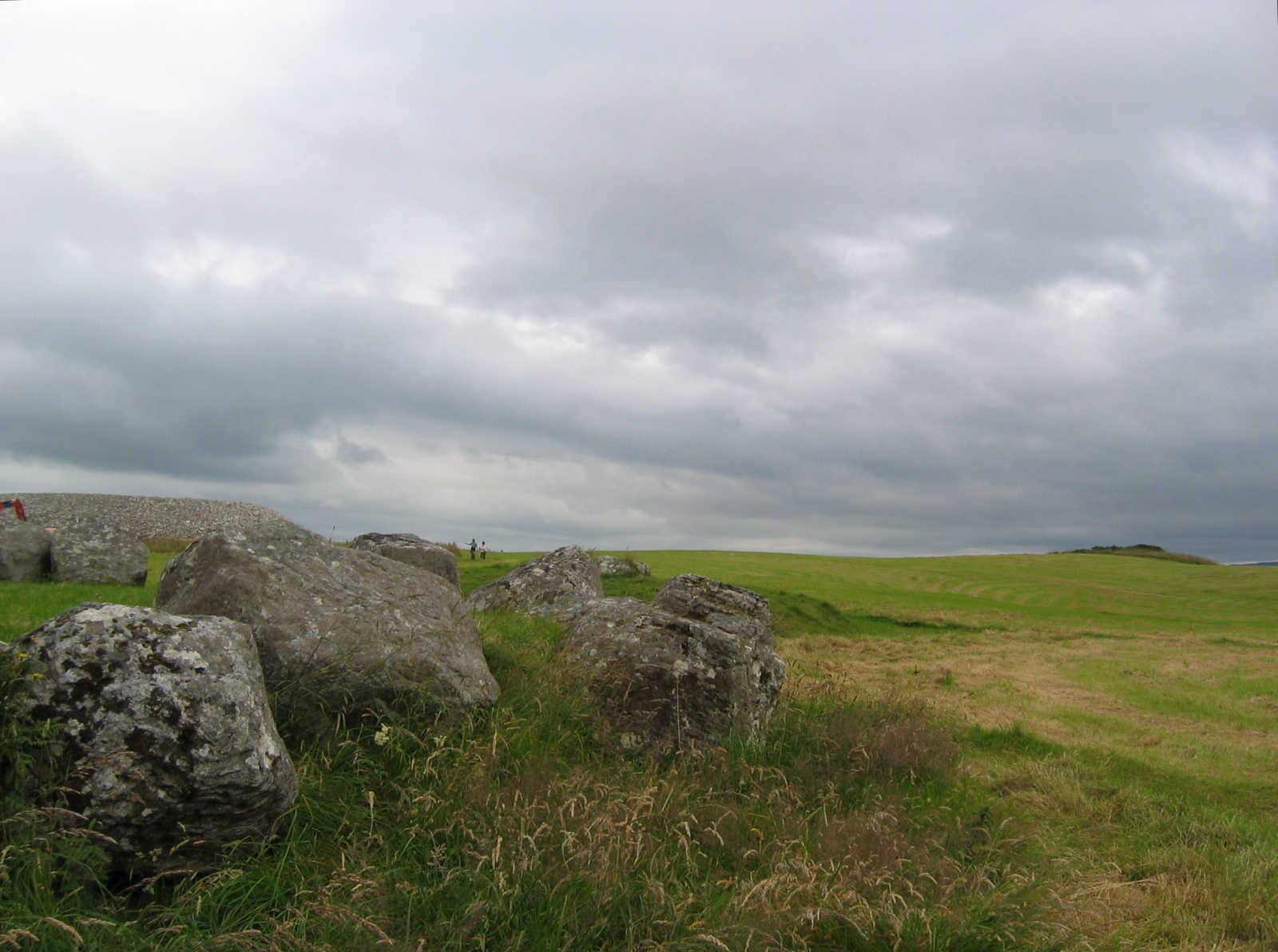
Op de top van Knocknarea

Knocknarea (ook wel Knocknarra, in het Iers Cnoc na Rí) is een berg op het schiereiland Coolrea (Cúil Irra in het Iers), ten westen van Sligo in het graafschap Sligo in Ierland.
De berg is 328 meter (1078 voet) hoog en bestaat uit kalksteen. Het is, net als de nabijgelegen berg Ben Bulben, een opvallende verschijning, zowel door de gelijkmatig afgeronde vorm als door de grote grafheuvel van stenen (cairn) die zich op de top bevindt – ‘Miosgán Medbha’ (Maeve’s Klomp Boter).
De berg is niet moeilijk te beklimmen. Vanaf een (met borden aangegeven) parkeerplaats is de top te voet bereikbaar in ca. 45 minuten.
Knocknarea speelt een hoofdrol in de Warrior's Run, een jaarlijkse wedren.

## De naam
De betekenis van de naam Knocknarea is omstreden. De naam wordt vaak uitgelegd als Berg der Koningen (‘Cnoc’ is berg en and 'Rí' is koning'). Andere mogelijke betekenissen zijn Maanberg ('Ré' betekent maan) en Berg der Beulen.

## Grafmonumenten
Op de top van de berg bevinden zich meerdere grafmonumenten, waaronder één zeer grote.

### De grote grafheuvel
De grote grafheuvel is ca. 55 m in doorsnee en 10 m hoog en is daarmee de op een na hoogste in Ierland, na die in de Boyne Valley.
In de grafheuvel zou Koningin Maeve van Connacht begraven zijn, te paard en in vol ornaat, met de blik naar het noorden naar haar vijanden in Ulster.
De grafheuvel is (als een van de grootste in Ierland) nooit voor onderzoek opengegraven.
Het is niet waarschijnlijk dat deze koningin uit de ijzertijd daar werkelijk begraven is, aangezien volgens archeologen de grafheuvel veel eerder is opgeworpen, nl. in het neolithicum.
Er zijn echter ook aanwijzingen dat zulke graven zijn hergebruikt in de bronstijd en de ijzertijd; zekerheid is er dus niet.
De vorm en structuur, die overeenkomen met een aantal andere graven in de regio, o.a. het grootste monument in Carrowmore genaamd Listoghil, Cairns Hill enz. alsmede de archeologische vondsten in de directe omgeving hebben geleid tot de conclusie dat het een neolithisch ganggraf is.
Het totaalgewicht van de stenen wordt geschat op 40.000 ton.
De archeoloog Stefan Bergh suggereert in zijn proefschrift Landscape of the Monuments (Stockholm, 1995) dat de stenen afkomstig zijn van de westkant van de grafheuvel; de grote depressie daar zou als steengroeve hebben gediend.
De traditie wil dat personen die de berg beklimmen een steen mee naar boven nemen en die aan de grafheuvel toevoegen.

### Overige
Er zijn nog meer grafmonumenten op de berg, maar die zijn alle veel kleiner dan die van Maeve.
De grafmonumenten liggen ruwweg in de richting noord-zuid.
Het is mogelijk dat ze zijn gemaakt zodat ze uitkijken op het lager gelegen Carrowmore.
Veel van de kleinere graven lijken kleine ganggraven te zijn geweest; ze werden in de 19e eeuw zwaar beschadigd door opgravingen door verzamelaars van oudheden.
Knocknarea lijkt een belangrijke plaats te hebben ingenomen voor rituelen en bijeenkomsten tijdens het neolithicum.
De top is aan de oostzijde omzoomd door een wal van 2m breed en 0,8 m hoog.
Daarbinnen hebben zich hutten bevonden.
Er is ook een grote hoeveelheid brokstukken steen gevonden die het resultaat zijn van het maken van stenen gereedschappen.

### Beschadiging en bescherming
In de plaatselijke en ook de Ierse landelijke pers werd begin 2007 het verval van de grafheuvel onder de aandacht gebracht.
De grote aantallen bezoekers veroorzaken schade aan de grafheuvel, zowel door beklimming als door wegnemen van stenen.
Door het beklimmen is een geul uitgesleten die door regenwater nog verder is geërodeerd.
In de eerste helft van 2007 zijn borden geplaatst die beklimmen van de grafheuvel verbieden.

## De omgeving
De regio rond de baai van Sligo is rijk aan prehistorische overblijfselen.
Van de top van zijn andere vindplaatsen zichtbaar zoals Croaghaun Mountain, Carrowkeel Megalithic Cemetery, en Cairns Hill.
Ten oosten van de berg ligt Carrowmore, een belangrijke vindplaats van prehistorische ganggraven.
Het badplaatsje Strandhill ligt aan de voet van Knocknarea, aan de westzijde.
Ten noordwesten van de berg ligt Sligo Airport.